# Broad Street, Suffolk

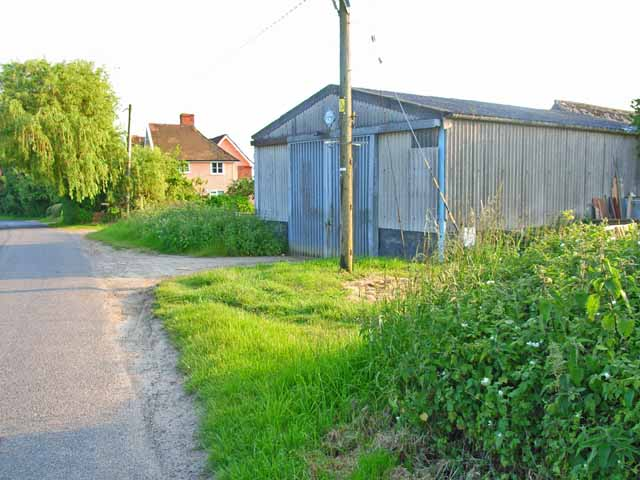
Lodge Farm, Broad Street.

Broad Street är en by (hamlet) i Groton civil parish, Babergh, Suffolk, sydöstra England, nära Groton ort.